# Haplogrup P del cromosoma Y humà

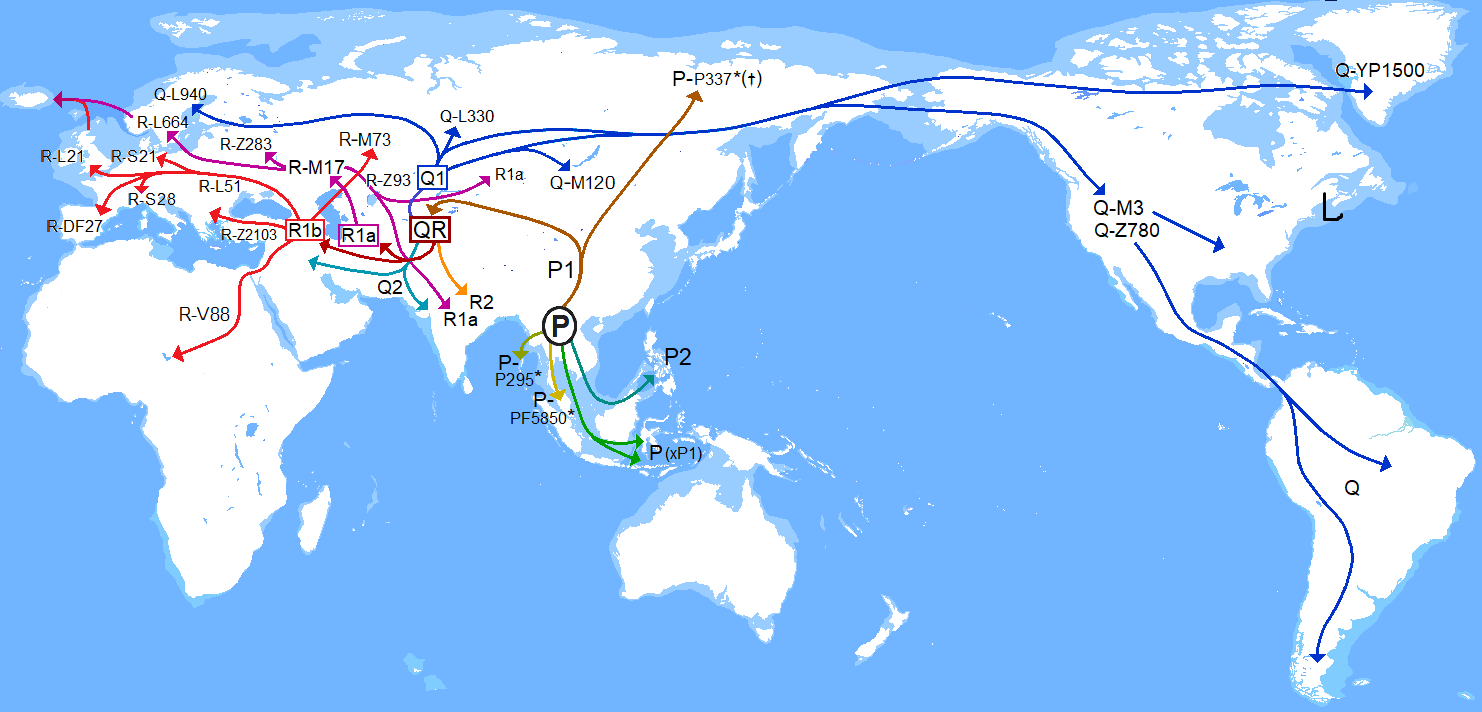
Dispersió dels clades principals de l'haplogrup P (Y-DNA).

L'haplogrup P del cromosoma Y humà és un haplogrup format a partir de l'haplotip M45 del cromosoma Y humà.
Aquest haplogrup conté la línia patrilineal dels avantpassats de la majoria d'europeus i la pràctica totalitat de tots els pobles indígenes d'Amèrica.
L'haplogrup P és una branca de l'haplogrup K. Es creu que va arribar el nord de l'Hindu Kush, Sibèria, el Kazakhstan, o l'Uzbekistan, fa aproximadament entre 35.000 i 40.000 anys.
Els haplogrups descendents del P inclouen el Q (M242) i el R (M173).